# Alvin Gouldner
Alvin Ward Gouldner (New York, 29 luglio 1920 – 15 dicembre 1980) è stato un sociologo statunitense.

## Biografia
È stato professore di sociologia presso l'Università Washington a Saint Louis (1959-1967), presso l'Università di Buffalo (1967-1972), Presidente della Society for the Study of Social Problems (Società per lo Studio dei Problemi Sociali) (1962), professore di sociologia presso l'Università di Amsterdam (1972-1976) e professore di Sociologia presso la Washington University (dal 1967).
Le sue prime opere, come ad esempio Patterns in Industrial Bureaucracy ("Modelli della burocrazia industriale"), assumono importanza in quanto, pur andandosi ad inserire nei campi esistenti della sociologia, adottano in modo innovativo principi di critica intellettuale. Ciò risulta più evidente in un suo lavoro del 1964, Anti-Minotaur: The Myth of Value Free Sociology ("L'Anti-Minotauro: Il mito del valore della sociologia libera"), in cui sostenne che la sociologia non potesse essere obiettiva e che Max Weber non aveva mai inteso fare una tale affermazione.
Gouldner è ricordato soprattutto per la sua opera del 1970 The Coming Crisis of Western Sociology ("L'incombente crisi della Sociologia occidentale"). In tale lavoro sostenne che la sociologia dovesse allontanarsi dalla produzione di una verità oggettiva ma che dovesse essere compresa la natura soggettiva della sociologia e della conoscenza in generale e come essa fosse legata al contesto di ciascuna epoca. Questo libro venne adottato da molte scuole di sociologia come testo per l'analisi delle loro teorie e dei loro metodi. Gouldner, tuttavia, non era il primo sociologo ad essere critico verso il tema della conoscenza oggettiva della società, a tal proposito si veda, ad esempio, la Dialettica negativa di Adorno.
Successivamente, gran parte del lavoro Gouldner si concentrò sulla critica della moderna sociologia e la natura dell'intelletto. Egli ha sostenuto che l'influenza delle ideologie spesso produce false premesse e che l'analisi sociologica è divenuta uno strumento per le élite dirigenti e che, pertanto, il pensiero critico soggettivo è molto più importante del pensiero obiettivo.

## Opere
- Patterns of Industrial Bureaucracy, 1954
- Anti-Minotaur: The Myth of Value-Free Sociology, 1964
- Enter Plato, 1967
- The Coming Crisis of Western Sociology, 1970
- The Dialectic of Ideology and Technology, 1976
- The Future of Intellectuals and the Rise of the New Class, 1979
- The Two Marxisms, 1980
- Against Fragmentation, 1984